# Reinhard Genzel
Reinhard Genzel, född 24 mars 1952 i Bad Homburg i Hessen, är en tysk astrofysiker.
Tillsammans med Andrea Ghez tilldelades han Nobelpriset i fysik 2020 för "upptäckten av ett supermassivt kompakt objekt i Vintergatans centrum". Roger Penrose tilldelades andra halvan av prissumman.

## Utmärkelser
- Medlem av American Physical Society,  1985[6][7]
- Newton Lacy Pierce Prize in Astronomy,  1986[8]
- Gottfried Wilhelm Leibniz-priset,  1990
- Jules Janssens pris,  2000
- Stern–Gerlach Medal,  2003
- Balzanpriset,  2003
- Petrie Prize Lecture,  2005
- Albert Einstein-medaljen,  2007
- Shawpriset i Astronomi,  2008[9]
- Hedersdoktor vid Universitetet i Leiden,  2010[10]
- Karl Schwarzschild-medaljen,  2011[11]
- Tycho Brahe-priset,  2012[12]
- Crafoordpriset i astronomi,  2012[13]
- Utländsk ledamot av Royal Society,  2012[14]
- Förbundsrepubliken Tysklands förtjänstorden - stora kommendörskorset med stjärna,  2014[15]
- Hedersdoktor vid Parisobservatoriet,  2014[16]
- Harvey-priset,  2014[17]
- Herschel-medaljen,  2014
- Pour le Mérite för vetenskap och konst,  1 juni 2014[18][19][20]
- Nobelpriset i fysik, med  Andrea M. Ghez,  2020[21][22]
- Maximiliansorden för konst och vetenskap,  2021[23]
- Hedersdoktor vid université Grenoble-Alpes,  16 oktober 2023[24]

[Redigera Wikidata]